# Герб Пярнумаа
Герб Пярнумаа — официальный символ уезда Пярнумаа, одного из уездов Эстонии. Герб был утверждён 5 февраля 1937 года, повторно — 26 сентября 1996 года.

## Описание и символика
В золотом поле диамантовый восстающий медведь с червлёным языком.
Бурый медведь — один из природных символов уезда Пярнумаа; по официальным данным, в уезде обитает до 30 бурых медведей.

## История
В 1925 году был создан проект герба уезда с символическим изображением реки Пярну и липой.  В 1936 году художником-графиком Г.Г. Рейндорфом был предложен проект герба с изображением в золотом щите восставшего чёрного медведя с червлёным (красным) языком и серебряными глазами и когтями. 5 февраля 1937 года этот герб был утверждён правительством Эстонской Республики. 26 сентября 1996 года Государственная Канцелярия Эстонской Республики зарегистрировала герб современного Пярнуского уезда, которым стал герб Пярнуского уезда 1937 года без изменений.